# Ernestine Lambriquet
Ernestine Lambriquet, nacida Marie-Philippine Lambriquet (31 de julio de 1778-31 de diciembre de 1813), fue hija del rey Luis XVI de Francia e hija adoptiva de la reina María Antonieta.

## Primeros años
Nació en Versalles, hija de Jacques Lambriquet y Marie-Philippine Noiret. Su padre fue el rey Luis XVI y su madre doncella en el Palacio de Versalles. Se decía que poseía cierto parecido con Luis XVI y con su hija María Teresa de Francia, existiendo rumores sin confirmar de que era hija ilegítima del rey. Fue elegida por la reina para ser la compañera de juegos de María Teresa, permaneciendo a su lado desde entonces.

## Hija adoptiva
Tras la muerte de su madre, y habiendo formado parte de la familia del rey y de la reina por años, fue formalmente adoptada por los monarcas el 9 de noviembre de 1788, siéndole otorgada una pensión de 12.000 libras por el rey. Dormía en la misma habitación que María Teresa, siendo educada junto a ella y tratada como un miembro de la familia real por la gobernanta de los infantes reales. Lambriquet no fue la única niña adoptada por los reyes, quienes adoptaron a otros ocho niños: “Armand” Francois-Michel Gagné (1771-1792), huérfano adoptado junto a sus otros tres hermanos en 1776; Jean Amilcar (1781-1793), un esclavo senegalés dado a la reina como regalo por el chevalier de Boufflers en 1787, pero quien fue liberado, bautizado, adoptado y establecido en un internado; y “Zoe” Jeanne Louise Victoire (nacida en 1787), quien fue adoptada en 1790 junto a sus dos hermanas mayores cuando sus padres, un ujier y su esposa al servicio del rey, murieron. De estos ocho niños, sólo dos, Armand y Zoe, vivieron con la familia real al igual que Ernestine Lambriquet: Jean Amilcar, junto con los hermanos mayores de Zoe y Armand, vivieron simplemente a expensas de la reina hasta su encarcelamiento, lo que resultó fatal, al menos, para Amilcar, quien fue expulsado del internado en cuanto se dejaron de pagar las cuotas, acabando sus días en la calle. Armand y Zoe gozaban de una posición similar a la de Ernestine; Armand vivió con el rey y la reina en la corte hasta que la abandonó tras el estallido de la Revolución francesa como consecuencia de sus simpatías hacia la República, mientras que Zoe fue escogida para ser la compañera de juegos del delfín, siendo posteriormente enviada junto a sus hermanas a un convento poco antes de la fuga de Varennes en 1791.
Durante la Revolución francesa, Ernestine acompañó a la familia real al Palacio de las Tullerías en París. Durante la fuga de Varennes, Lambriquet fue enviada a vivir con su padre al campo, regresando cuando la familia real fue devuelta a París. El 10 de agosto de 1792, María Antonieta ordenó a Renée Suzanne de Soucy, sous gouvernante de los infantes reales, llevar a Ernestine a un lugar seguro. Al cruzar la Place du Carrousel, situada frente al palacio, de Soucy se alejó de Lambriquet en busca de un carruaje. Un rebelde que pasaba por allí la confundió con María Teresa y arrojó el cadáver de un miembro de la Guardia Suiza a sus pies, siendo de inmediato socorrida por un tendero, quien también la confundió con María Teresa. Ambas, de Soucy y Lambriquet, permanecieron escondidas junto a la familia de Mackau durante El Terror.

## Vida posterior
Ernestine Lambriquet, bajo el nombre de Marie-Philippine Lambriquet, contrajo matrimonio con un viudo llamado Jean-Charles-Germain Prempain el 7 de diciembre de 1810. Lambriquet murió el 31 de diciembre de 1813 en París, sin dejar descendencia.

## Teoría del intercambio
Una teoría afirma que María Teresa de Francia cambió su identidad con Ernestine Lambriquet tras ser liberada del Temple. Cuando a María Teresa de Francia se le permitió viajar a Austria tras ser liberada del Temple en 1795, Renée Suzanne de Soucy fue elegida para acompañarla durante su viaje hacia la frontera, en Huningue, en lugar de su madre (habiendo sido la primera elección de María Teresa), quien se vio obligada a rechazar la oferta por motivos de salud. María Teresa, quien viajó bajo el nombre de Sophie, se sentó en el carruaje junto a de Soucy y los guardias Mechin (quien se hizo pasar por el padre de Sophie) y Gomin; los sirvientes Hue y Baron, el cocinero Meunier, la doncella Catherine de Varenne y un joven de nombre Pierre de Soucy la siguieron en otro carruaje. De acuerdo con la legendaria teoría del intercambio de los Dunkelgrafen, de Soucy ayudó a María Teresa a intercambiarse con Ernestine Lambriquet durante el viaje a Austria. 
De las ocho personas que acompañaron a María Teresa durante su viaje en 1795, sólo la identidad de dos de ellas no pudo ser comprobada más allá de los pasaportes: la de Catherine de Varenne y el joven Pierre de Soucy. Pierre de Soucy figuraba en el pasaporte como hijo de Renée Suzanne de Soucy, si bien ella nunca tuvo un hijo con ese nombre. Según la teoría del intercambio, Pierre de Soucy (o tal vez Catherine de Varenne) era en realidad Ernestine Lambriquet, quien ocupó el lugar de María Teresa durante su viaje con la ayuda de Renée Suzanne de Soucy, tras lo cual Lambriquet continuó el viaje a Austria haciéndose pasar por María Teresa, mientras la auténtica María Teresa se establecía en Alemania como la Dunkelgräfin. 
El emperador austríaco pidió que se permitiese a Ernestine Lambriquet acompañar a María Teresa a Austria, pero el ministro Benezch alegó que no pudo localizarla, a pesar de haber estado viviendo bajo la protección de Renée Suzanne de Soucy y la familia de Mackau desde el asalto a las Tullerías. Otra alternativa sugiere que Pierre de Soucy era en realidad una de las hijas de Renée Suzanne de Soucy, quien vestía ropas masculinas con el fin de hacer que la comitiva fuese más difícil de identificar, puesto que María Teresa había sido amenazada no solo por antimonárquicos, sino también por agentes enviados por potencias extranjeras con el fin de secuestrarla durante su viaje a la frontera.
Las teorías acerca del motivo por el que supuestamente María Teresa cambió su identidad difieren unas de otras; se especula que quedó embarazada como consecuencia de una violación o que deseaba desaparecer como consecuencia de un trauma.
Según esta teoría, María Teresa se convirtió en la condesa oscura, una dama que vivió en Hildburghausen, Turingia (Alemania). La condesa oscura, llamada Sophie Botta por el conde que vivió con ella, sólo se dejaba ver en público en carruaje o con un velo cubriendo su rostro. La condesa murió en Hildburghausen el 28 de noviembre de 1837, siendo rápidamente enterrada. Su compañero, Leonardus Cornelius Van Der Valck (conocido como el Conde Oscuro), siguió viviendo allí hasta su muerte el 8 de abril de 1845.

## Análisis de ADN
Análisis de ADN llevados a cabo en 2013 confirmaron la falsedad de la teoría que afirmaba que la condesa oscura era la princesa María Teresa de Francia. 
Los restos de la condesa oscura fueron exhumados y sus huesos analizados en laboratorios independientes en Innsbruck (Austria) y Friburgo (Alemania). El ADN de María Teresa (la supuesta condesa oscura) y el de Alejandro de Sajonia-Gessaphe, descendiente por vía materna de la hermana de María Antonieta, la archiduquesa María Carolina de Austria, fueron comparados. A pesar de existir una separación de seis generaciones, el ADN mitocondrial seguía siendo el mismo. Si la condesa oscura hubiese sido en verdad María Teresa, los fragmentos óseos deberían haber mostrado el mismo perfil de ADN mitocondrial que el del príncipe Alejandro (cuya línea materna se cruza con la de la madre de María Antonieta, María Teresa I de Austria).
No obstante, los análisis demostraron que no era así. El perfil de ADN mitocondrial de la condesa oscura difería significativamente del de Alejandro. De hecho, el ADN mitocondrial del hermano de María Teresa (Luis Carlos), extraído en un estudio previo, coincidía, como era de esperar, con el del príncipe Alejandro, pero difería del de la condesa oscura.
- Datos: Q5394093